# Xysticus asper
Xysticus asper là một loài nhện trong họ Thomisidae.
Loài này thuộc chi Xysticus. Xysticus asper được Hippolyte Lucas miêu tả năm 1838.